# كي كي راينا
كي كي راينا هو ممثل هندي، ولد في 1950.

## أعمال

### أفلام
- (2007) سلام إشق

## وصلات خارجية
- كي كي راينا على موقع IMDb (الإنجليزية)
- كي كي راينا على موقع قاعدة بيانات الفيلم (الإنجليزية)